# 辛氏金翅雀鯛
辛氏金翅雀鯛（學名：Chrysiptera sinclairi），又稱辛氏刻齒雀鯛，是輻鰭魚綱鱸形目雀鯛科金翅雀鯛屬的其中一種，分布於中西太平洋巴布亞紐幾內亞俾斯麥群島海域，深度1至15公尺，本魚體呈橢圓形而側扁，全身為寶藍色，頭部密布亮藍色斑紋，背鰭硬棘13枚、背鰭軟條10-11枚、臀鰭硬棘2枚、臀鰭軟條11-12枚，體長可達5公分，棲息在有遮蔽的珊瑚礁潟湖，以浮游生物為食，繁殖期成對出現，雄魚會守護魚卵至孵化，生活習性不明。